# Verbandsgemeinde Wissen
Verbandsgemeinde Wissen é uma associação municipal localizada no distrito de Altenkirchen, no estado da Renânia-Palatinado.

## Comunidades
1. Birken-Honigsessen
2. Hövels
3. Katzwinkel
4. Mittelhof
5. Selbach
6. Wissen1, 2

## Política
|      | SPD | CDU | FDP | FWG | Total       |
| 2009 | 8   | 17  | 1   | 6   | 32 Cadeiras |
| 2004 | 7   | 19  | 1   | 5   | 32 Cadeiras |

## População
| - 1815 – 3.085 - 1835 – 3.775 - 1871 – 5.518 - 1905 – 7.302 - 1939 – 11.973 | - 1950 – 13.230 - 1961 – 14.210 - 1970 – 14.631 - 1987 – 14.505 - 2000 – 16.106 |